# Barbula confertifolia
Barbula confertifolia är en bladmossart som beskrevs av Mitten 1859. Barbula confertifolia ingår i släktet neonmossor, och familjen Pottiaceae. Inga underarter finns listade i Catalogue of Life.